# Puntate di Heroes Unmasked
Il making of di Heroes si compone di 46 puntate, di cui tre speciali, trasmesse per la prima volta nel Regno Unito su tre stagioni, durante la messa in onda in chiaro delle prime tre stagioni della fiction, tra il 2007 e il 2008.

## Prima stagione
La prima stagione è stata trasmessa nel Regno Unito da BBC Two dal 25 luglio al 5 dicembre 2007.
È composta da 22 puntate, di cui due speciali. Le prime ventuno sono narrate da Anthony Head, mentre lo speciale finale, dalla durata di circa un'ora anziché quindici minuti, è presentata da Martin Freeman.
In Italia è stata trasmessa in lingua originale sottotilata in italiano dal 25 gennaio all'11 aprile 2008 su Steel, canale pay della piattaforma Mediaset Premium.
| nº       | Titolo              | Prima TV Regno Unito | Prima TV Italia  |
| -------- | ------------------- | -------------------- | ---------------- |
| 1        | A New Dawn          | 25 luglio 2007       | 25 gennaio 2008  |
| 2        | Growing Pains       | 1º agosto 2007       | 25 gennaio 2008  |
| 3        | The Dramer          | 8 agosto 2007        | 1º febbraio 2008 |
| 4        | Hiro Worship        | 15 agosto 2007       | 1º febbraio 2008 |
| 5        | Painting the Future | 22 agosto 2007       | 8 febbraio 2008  |
| 6        | Double Trouple      | 29 agosto 2007       | 8 febbraio 2008  |
| 7        | Voices              | 5 settembre 2007     | 15 febbraio 2008 |
| 8        | The HRG File        | 12 settembre 2007    | 15 febbraio 2008 |
| speciale | A Heroes Welcome    | 15 settembre 2007    | 22 febbraio 2008 |
| 9        | Dark Angel Gabriel  | 19 settembre 2007    | 29 febbraio 2008 |
| 10       | Mohinder's Journey  | 26 settembre 2007    | 29 febbraio 2008 |
| 11       | The Invisible Touch | 3 ottobre 2007       | 7 marzo 2008     |
| 12       | Telling Tales       | 10 ottobre 2007      | 7 marzo 2008     |
| 13       | Head to Head        | 17 ottobre 2007      | 14 marzo 2008    |
| 14       | Sets and the City   | 24 ottobre 2007      | 14 marzo 2008    |
| 15       | Turning Tides       | 31 ottobre 2007      | 21 marzo 2008    |
| 16       | Bad Company         | 7 novembre 2007      | 21 marzo 2008    |
| 17       | Isaac               | 14 novembre 2007     | 28 marzo 2008    |
| 18       | Tomorrow's World    | 21 novembre 2007     | 28 marzo 2008    |
| 19       | The Director's Cut  | 28 novembre 2007     | 4 aprile 2008    |
| 20       | Finale              | 5 dicembre 2007      | 4 aprile 2008    |
| speciale | The Story So Far    | 5 dicembre 2007      | 11 aprile 2008   |

### A New Dawn
Introduce ai personaggi di Heroes e agli autori della serie, con brevi dichiarazioni degli attori sui loro personaggi.

### Growing Pains
Incentrata su Claire Bennet, presenta un'intervista ad Hayden Panettiere sul set in cui è stato inscenato l'incidente ferroviario, relativamente al quale vengono mostrate le riprese da dietro le quinte.

### The Dreamer
Incentrata su Peter Petrelli, include un'intervista a Milo Ventimiglia e il dietro le quinte della caduta del personaggio e il suo volo con il fratello.

### Hiro Worship
Incentrata su Hiro Nakamura, include interviste a Masi Oka, James Kyson Lee, Milo Ventimiglia e Greg Grunberg. Pone anche l'attenzione su come sono inscenate le scene in cui Hiro blocca il tempo.

### Painting the Future
Incentrata su Isaac Mendez, include interviste a Santiago Cabrera, Tim Sale, Tawny Cypress e Tim Kring. Particolare attenzione è dedicata alla realizzazione dei quadri di Isaac.

### Double Trouble
Incentrata su Niki Sanders e sul suo alter ego Jessica, include interviste a Ali Larter, Leonard Roberts e Milo Ventimiglia. Viene anche spiegato come è inscenato il potere di D.L.

### Voices
Incentrata su Matt Parkman, include interviste a Greg Grunberg, Matthew John Armstrong, Jeph Loeb e Tim Kring.

### The HRG File
Incentrata su Noah Bennet, include interviste a Jack Coleman, James Kyson Lee, Jimmy Jean-Louis, Tim Kring e Jeph Loeb.

### A Heroes Welcome
Dedicata alla tappa londinese dell'Heroes World Tour.

### Dark Angel Gabriel
Incentrata su Sylar, include interviste a Zachary Quinto, Greg Grunberg e Tim Kring. Viene posta attenzione su come sono realizzate le scene con protagonista la telecinesi.

### Mohinder's Journey
Incentrata su Mohinder Suresh, include interviste a Sendhil Ramamurthy, Jeph Loeb e Tim Kring.

### The Invisible Touch
Dedicata al "tocco" dello showrunner Tim Kring e al processo di casting, partendo dall'introduzione di Christopher Eccleston. Include interviste a Tim Kring, Sendhil Ramamurthy, Greg Grunberg, Masi Oka, George Takei, James Kyson Lee e Milo Ventimiglia.

### Telling Tales
Dedicata alla realizzazione delle sceneggiature e degli effetti speciali. Include interviste a Tim Kring, Gary D'Amico, Jeph Loeb, Sendhil Ramamurthy, Tawny Cypress, Greg Grunberg, Adrian Pasdar, Masi Oka, Santiago Cabrera, Jimmy Jean-Louis e Jack Coleman.

### Head to Head
Incentrata sull'utilizzo di controfigure, prendendo come riferimento l'episodio Corri!. Include interviste a Greg Grunberg, Leonard Roberts e al responsabile del coordinamento stunt Ian Quinn.

### Sets and the City
Dedicata alla realizzazione delle scenografie. Include interviste al direttore della fotografia Nate Goodman, allo scenografo Ruth Ammon, al regista John Badham e agli attori Sendhil Ramamurthy, Masi Oka e Jeph Loeb.

### Turning Tides
Incentrata sulla famiglia di Claire Bennet e sugli effetti speciali e controfigure utilizzate nelle scene con protagonista il potere della rigenerazione. Include interviste a Jack Coleman, Greg Grunberg, Eric Roberts, Matthew John Armstrong, Ashley Crow, Jimmy Jean-Louis e Mark Kolpack.

### Bad Company
Dedicata agli avvenimenti della seconda parte della prima stagione e sull'introduzione di Incentrata. Include il dietro le quinte dello scontro tra Mohinder e Sylar nell'episodio Parassita oltre a interviste a Zachary Quinto, Sendhil Ramamurthy, Milo Ventimiglia, Jeph Loeb e Dennis Hammer.

### Isaac
Incentrata su Isaac Mendez, include interviste a Santiago Cabrera, Jack Coleman, Milo Ventimiglia, Ruth Ammon e Dennis Hammer. 

### Tomorrow's World
È dedicata alla realizzazione delle scene ambientate nel futuro nell'episodo Fra cinque anni e include interviste a Masi Oka, Jack Coleman, Milo Ventimiglia, Ruth Ammon, Dennis Hammer, Sendhil Ramamurthy e James Kyson Lee.

### The Director's Cut
Incentrata sulla regia della serie, con un'intervista al regista John Badham e la descrizione di alcune scene tagliate. Include anche interviste a Jack Coleman, Adrian Pasdar, Milo Ventimiglia, Greg Grunberg, Tawny Cypress, Sendhil Ramamurthy, Leonard Roberts, Ali Larter e Hayden Panettiere.

### Finale
Riassume gli eventi della prima stagione e l'evoluzione dei vari personaggi.

### The Story So Far
Puntata speciale più lunga, di circa 65 minuti, presentata da Martin Freeman. Analizza la trama della stagione con interviste a Danny Wallace e Andrew Collins. Include scene dagli incontri dei protagonisti della serie con i fan e un'anteprima della seconda stagione. 

## Seconda stagione
La seconda stagione è stata trasmessa nel Regno Unito dal 17 aprile al 3 luglio 2008. È composta da 11 puntate narrate da Anthony Head.
In Italia è stata trasmessa in lingua originale sottotilata in italiano nel corso del 2008 su Steel.
| nº       | Titolo                  | Prima TV USA   | Prima TV Italia |
| -------- | ----------------------- | -------------- | --------------- |
| speciale | Heroes Return           | 17 aprile 2008 | 2008            |
| 1        | Japanese Idol           | 24 aprile 2008 | 2008            |
| 2        | Generations             | 1º maggio 2008 | 2008            |
| 3        | What The Butlers Saw    | 8 maggio 2008  | 2008            |
| 4        | When Words Collide      | 15 maggio 2008 | 2008            |
| 5        | Sweet Dreams            | 22 maggio 2008 | 2008            |
| 6        | Travelling in Style     | 29 maggio 2008 | 2008            |
| 7        | New World Disorder      | 5 giugno 2008  | 2008            |
| 8        | The Casting Couch       | 12 giugno 2008 | 2008            |
| 9        | Through Heroes' Eyes    | 19 giugno 2008 | 2008            |
| 10       | From Heroes to Villains | 3 luglio 2008  | 2008            |

### Heroes Return
Speciale di introduzione alla nuova stagione con brevi commenti dei membri del cast.

### Japanese Idol
Incentrata sul dietro le quinte del viaggio di Hiro nel Giappone feudale, include interviste ai costumisti, oltre che a Masi Oka, Tim Kring, David Anders, Cristine Rose, Greg Grunberg e Ali Larter.

### Generations
Dedicata al tema della "famiglia" nella serie, con particolare attenzione dedicate alle vicende dei Petrelli. Viene anche spiegato come sono stati costruiti i set ambientati in Irlanda.

### What the Butlers Saw
Dedicata alle nuove vicende di Claire, include un'analisi degli effetti speciali e del trucco utilizzati per alcune scene riguardanti il suo potere, in particolare quella in cui si taglia un dito del piede.

### When Worlds Collide
Incentrata sulle storie di Alejandro e Maya Herrera, include interviste a Zachary Quinto, a supervisori degli effetti visivi e registi.

### Sweet Dreams
Dedicata alle nuove vicende di Matt Parkman, commentate da Greg Grunberg, include un'intervista a Adrian Pasdar.

### Travelling in Style
Dedicata alla costruzione degli ambientazioni ideate dagli autori, in particolari quelle passate e future, con l'integrazioni di scenografie, effetti speciali e grafica computerizzata.

### New World Disorder
Dedicata alla minaccia rappresentata dal virus Shanti, include interviste a Milo Ventimiglia e Stephen Tobolowsky.

### The Casting Couch
Dedicata all'introduzione dei nuovi personaggi della seconda stagione, ai loro poteri e al casting dei loro interpreti, con interviste a Kristen Bell, Dana Davis, George Takei e Stephen Tobolowsky. Sono intervistati anche Nichelle Nichols, Nick D'Agosto, Zachary Quinto, Noah Gray-Cabey, Milo Ventimiglia, Jeph Loeb e Tim Kring.

### Through Heroes Eyes
Vari membri del cast, tra cui Jack Coleman, Sendhil Ramamurthy e Stephen Tobolowsky, e alcuni autori commentano la trama della seconda stagione e l'evoluzione dei personaggi, mentre esperti degli effetti visivi rivelano come alcune scene sono state realizzate. Sono incluse interviste a Tim Kring, Jeph Loeb, Eric Grenaudier, Michael Cook, Ashley Crow, Dennis Hammer, Charlie Lieberman e Greg Yaitanes.

### From Heroes to Villains
Offre un'analisi sul finale della seconda stagione, offrendo un'anticipazione sulla successiva. Include interviste a Adrian Pasdar, Milo Ventimiglia, Greg Grunberg, Cristine Rose, Ali Larter, Zachary Quinto, Tim Kring, Jesse Alexander, Greg Beeman, Allan Arkush, Jeph Loeb, Dennis Hammer, David Anders e Gary D'Amico. Attenzione è dedicata allo sciopero degli sceneggiatori e su come è stato determinante nel cambio della trama e del finale, rispetto a quella originariamente concepita; la trama inizialmente, ad esempio, prevedeva che il virus fosse diffuso.

## Terza stagione
La terza stagione è stata trasmessa nel Regno Unito al 1º ottobre al 22 dicembre 2008. È composta da 13 puntate narrate da Santiago Cabrera.
In Italia è stata trasmessa in lingua originale sottotitolata in italiano dal 10 luglio al 21 agosto 2009 su Steel.
| nº | Titolo originale        | Prima TV UK      | Prima TV Italia |
| -- | ----------------------- | ---------------- | --------------- |
| 1  | Opening Pandora's Box   | 1º ottobre 2008  | 10 luglio 2009  |
| 2  | New Heores on the Block | 8 ottobre 2008   | 16 luglio 2009  |
| 3  | On a Heroic Scale       | 15 ottobre 2008  | 17 luglio 2009  |
| 4  | Playing God             | 22 ottobre 2008  | 23 luglio 2009  |
| 5  | Shock of the Old        | 29 ottobre 2008  | 24 luglio 2009  |
| 6  | Teenage Kicks           | 5 novembre 2008  | 30 luglio 2009  |
| 7  | A Bug's Life            | 12 novembre 2008 | 31 luglio 2009  |
| 8  | Missing Links           | 19 novembre 2008 | 6 agosto 2009   |
| 9  | Action!                 | 26 novembre 2008 | 7 agosto 2009   |
| 10 | Let's Get Physical      | 3 dicembre 2008  | 13 agosto 2009  |
| 11 | Heroes By Design        | 10 dicembre 2008 | 14 agosto 2009  |
| 12 | The Music of Heroes     | 17 dicembre 2008 | 20 agosto 2009  |
| 13 | Heroes on The Run       | 22 dicembre 2008 | 21 agosto 2009  |

### Opening Pandora's Box
La puntata presenta la nuova stagione e il nuovo personaggio Daphne Millbrook. Include interviste a Masi Oka, James Kyson Lee e Brea Grant.

### New Heroes on the Block
Analizza gli eventi del secondo episodio della terza stagione, L'effetto farfalla, e presenta i nuovi personaggi rinchiusi nel Livello 5.

### On a Heroic Scale
Include il dietro le quinte di diverse scene di Uno di noi, uno di loro, con interviste a Gary D'Amico e Tim Gilbert.

### Playing God
Dedicata ai temi della religione e della spiritualità trattati nella serie, oltre che sull'origine dei poteri. Include interviste a Tim Kring, Jeph Loeb e Cristine Rose.

### Shock of the Old
Incentrata su Arthur Petrelli e sul ritorno di altri personaggi; include interviste a Robert Forster, Jeph Loeb e Charlie Lieberman.

### Teenage Kicks
Incentrata sulle vicende di Claire e sul suo scontro con Sylar; include interviste a Jeph Loeb, Zachary Quinto e Allan Arkush.

### A Bug's Life
Incentrata sulle vicende di Mohinder Suresh e sulla Pinehearst Company.

### Missing Links
Incentrata sulle nuove vicende della famiglia Petrelli e sul personaggio di Knox.

### Action!
La puntata presenta tutte le fasi, dalla scrittura al montaggio finale, necessarie per produrre un episodio.

### Let's Get Physical
Dedicata all'uso di effetti speciali e controfigure, in particolare quelle di Hayden Panettiere e Jack Coleman.

### Heroes By Design
Dedicata alle scenografie della serie, con un'intervista allo scenografo Ruth Ammon.

### The Music of Heroes
Incentrata sulla colonna sonora della serie, con un'intervista alle compositrici Wendy & Lisa. 

### Heroes on the Run
Analizza il finale del terzo volume e offre un'anticipazione del quarto. Include interviste a Jack Coleman, Milo Ventimiglia, Greg Grunberg e Hayden Panettiere.